# Josep Vilaseca i Casanovas

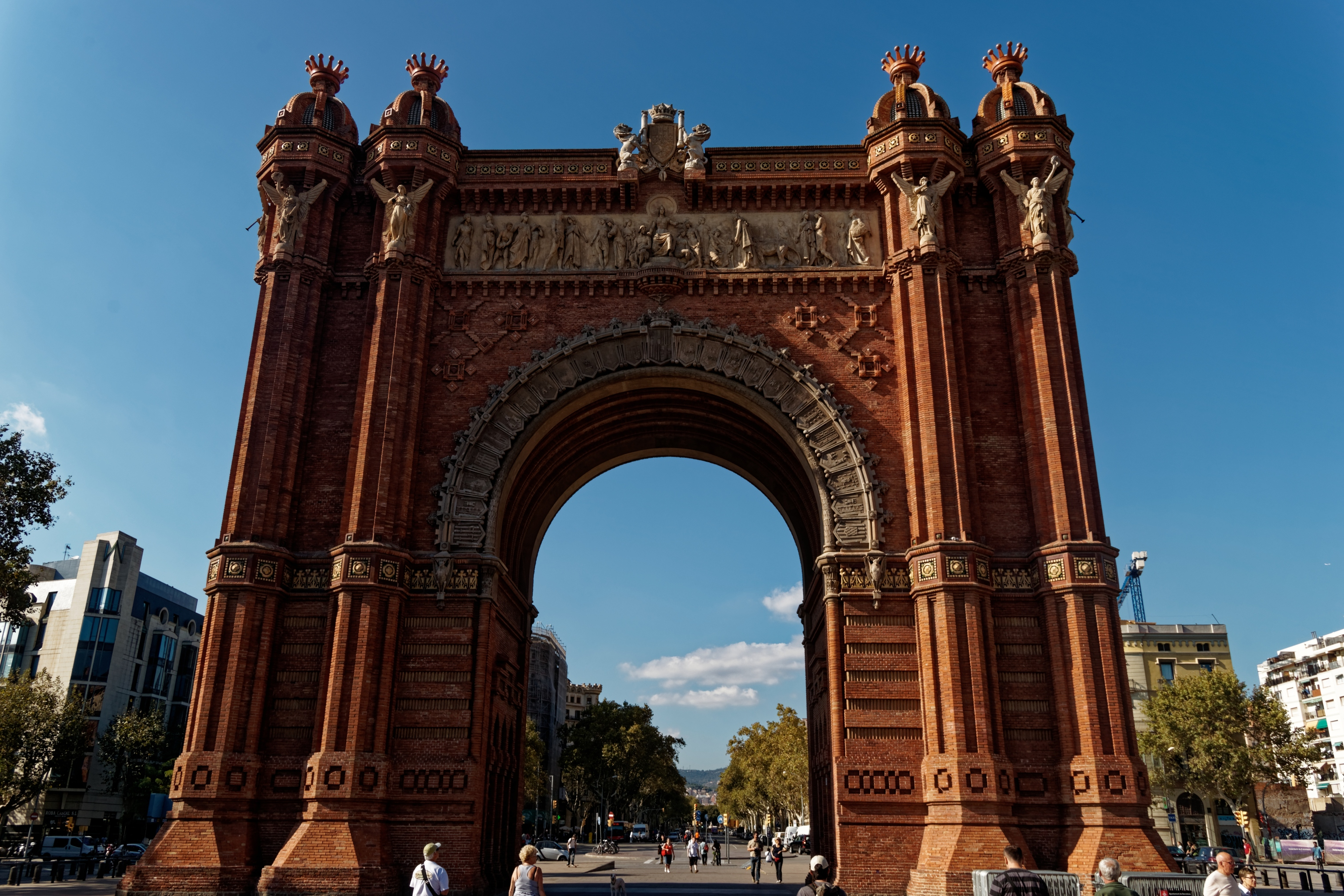
Łuk Triumfalny w Barcelonie

Josep Vilaseca i Casanovas (ur. 10 października 1848 w Barcelonie, zm. 19 lutego 1910 tamże) – kataloński architekt, projektant m.in. Łuku Triumfalnego w Barcelonie. Jeden z przedstawicieli modernizmu katalońskiego.